# Frontière entre le Danemark et la Suède

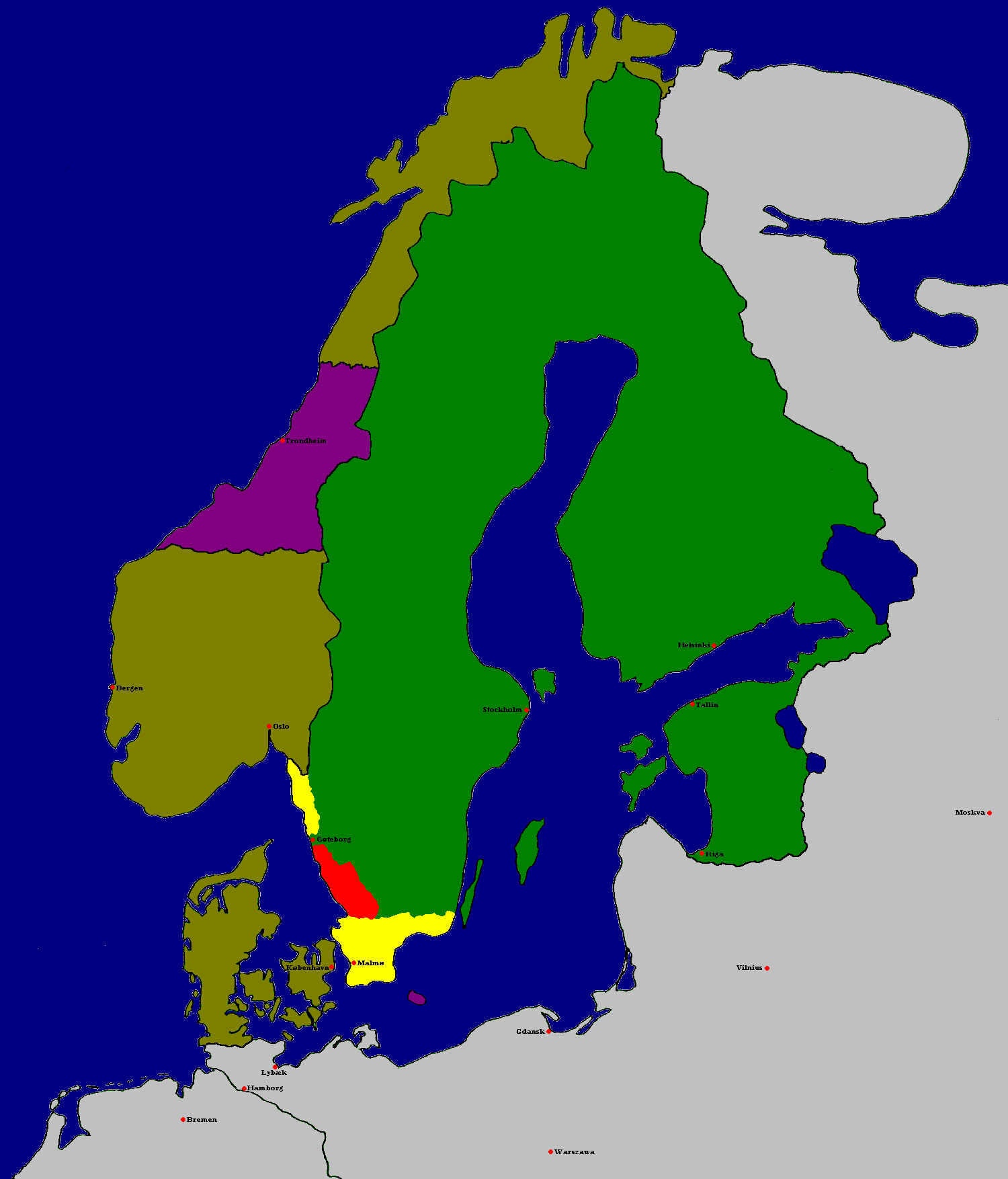
Jusqu'en 1658, le Danemark et la Suède se partageaient une frontière terrestre.

Le tracé actuel de la frontière entre le Danemark et la Suède remonte à 1658. Elle est entièrement maritime et va de la mer du Nord à la mer Baltique. Elle formait une partie de la frontière extérieure de la Communauté économique européenne (CEE) à partir du 1er janvier 1973, date d'adhésion du Danemark, puis de l'Union européenne (UE) à partir du 1er janvier 1993, avant d'en devenir une frontière intérieure à la suite de l'adhésion de la Suède le 1er janvier 1995. 
Bien que cette frontière soit entièrement maritime, un lien fixe, constitué par le pont de l’Øresund et son prolongement par une île artificielle et un tunnel, permet depuis 2000 de la franchir en train ou en empruntant la route européenne 20. L'île de Saltholm appartient au Danemark tandis que l'île de Ven appartient à la Suède.
Avec la crise migratoire en Europe, la Suède réintroduit des contrôles aux frontières plus stricts en novembre 2015. Depuis le 4 janvier 2016, la Suède oblige les transporteurs à effectuer des contrôles d'identité du côté danois de la frontière entre le Danemark et la Suède. Cette exigence du transporteur a plus de succès que les contrôles formels à la frontière et diminue le flux de réfugiés en Suède. Dans le même temps, cela perturbe le trafic ferroviaire et allonge le temps de trajet des pendulaires frontaliers. En réaction au contrôle suédois, le Danemark renforce également ses contrôles aux frontières avec l'Allemagne.

## Points de passage

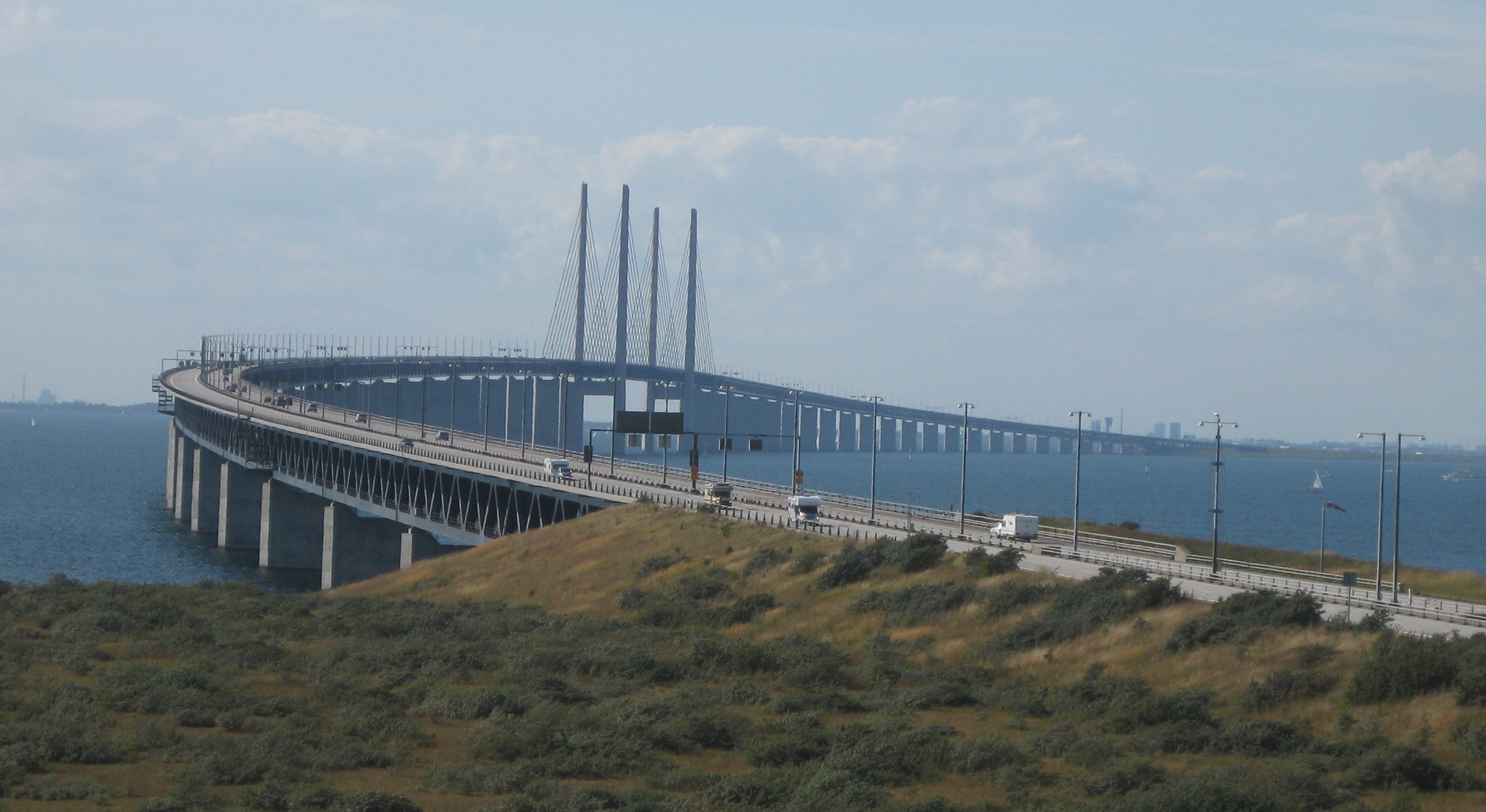
Pont de l'Øresund : principal passage entre le Danemark et la Suède.

Les trajets ci-dessous (sans compter les voies aériennes) comportent des routes et/ou des transports publics entre le Danemark et la Suède:
- Frederikshavn–Göteborg, ferry
- Grenå–Varberg, ferry
- Helsingør–Helsingborg, ferry et train ferry (entre 1892 et 1999)
- Copenhague–Malmö, route et train sur le pont de l'Øresund (depuis 2000)
- Rønne–Ystad, ferry